# 劉子鍾
劉子鍾（1415年—？），字廷振，山東兗州府東平州人，民籍。明朝政治人物。進士出身。

## 生平
山東鄉試第三名。正統七年（1442年）中式壬戌科進士。官至參政。工繪畫，尤善繪竹。

## 家族
曾祖劉寬。祖父劉本，曾任山東按察使。父劉瓘。